# Димитър Машов
Димитър Георгиев Машов е български полицай, старши комисар от МВР.

## Биография
Димитър Машов е роден на 5 януари 1976 г. в град Благоевград, Народна република България. Завършва Академия на МВР и Университета по библиотекознание и информационни технологии в София.
През 2001 г. постъпва в системата на МВР, като оперативен работник в 8 РУП СДВР. През 2002 г. е преназначен в сектор „Престъпления, свързани с МПС“ при СДВР. През 2008 г. оглавява група към сектора, а от месец септември 2009 до месец април 2012 г. е изпълнявал длъжността началник 7 сектор СДВР. През април 2012 г. заема поста зам. директор ОДМВР – София и началник отдел „Криминална полиция“. Между август и 1 октомври 2013 е изпълняващ длъжността директор на СДВР.
На 30 април 2015 г. е назначен за директор на ОДМВР – Велико Търново, със заповед на министъра на вътрешните работи Румяна Бъчварова от второто правителство на ГЕРБ.